# San Carlos (departement van Mendoza)
San Carlos (Mendoza) is een departement in de Argentijnse provincie Mendoza. Het departement (Spaans:  departamento) heeft een oppervlakte van 11.578 km² en telt 28.341 inwoners.

## Plaatsen in departement San Carlos
- Chilecito
- Eugenio Bustos
- La Consulta
- Pareditas
- San Carlos
- Tres Esquinas
- Villa San Carlos